# Rüdiger Schmidt-Grépály
Rüdiger Schmidt-Grépály (* 13. Juli 1952 in Bad Oldesloe, Schleswig-Holstein) ist ein deutscher Kulturmanager und ehemaliger Leiter des Kollegs Friedrich Nietzsche der Klassik Stiftung Weimar.

## Forschung und akademische Laufbahn
Nach dem Abitur 1972 studierte er bis 1980 Philosophie, Politikwissenschaft und Literaturwissenschaft in Kiel, Freiburg im Breisgau und Marburg. 1980 wurde er mit einer Studie über das Frühwerk Friedrich Nietzsches bei den Professoren Hans Heinz Holz,
Gert Mattenklott und Katharina Kanthack zum Doktor der Philosophie promoviert. Von 1983 bis 1985 arbeitete er in Florenz als Stipendiat des Deutschen Akademischen Austauschdienstes (DAAD) und des italienischen Außenministeriums bei Mazzino Montinari, der aufgrund seiner Studien in Weimar seit den sechziger Jahren die erste unverfälschte Nietzsche-Ausgabe herausgab.
Schmidt-Grépály arbeitete als Lehrbeauftragter für Philosophie an den Universitäten Florenz, Kiel, Oldenburg, Bremen (bis 1997), Jena und Weimar (seit 1998). Von 1989 bis 1995 war er an der Universität Oldenburg bei Rudolf Prinz zur Lippe philosophischer Geschäftsführer der Karl Jaspers Vorlesungen zu Fragen der Zeit. Schmidt-Grépály arbeitete 1994 am Theater Bremen zusammen mit dem Pionier des deutschen Tanztheaters, Johannes Kresnik. Daneben hat Schmidt-Grépály auch die Radiosendung „Doppel-Kopf“ auf hr2 in unregelmäßigen Abständen mit Gesprächspartnern wie Nike Wagner, Almos Csongár oder Ágnes Heller moderiert. 1999 gestaltete Schmidt-Grépály unter dem Titel „Ich bin kein Mensch, ich bin Dynamit“ (Friedrich Nietzsche) einen Nietzsche-Abend in Brüssel als offiziellen Beitrag des Freistaates Thüringen im Rahmen des Deutschen Vorsitzes der Europäischen Union. Die Nietzsche-Inszenierung fand statt mit den Schauspielern Silvia Fink und Harald Schwaiger vom Deutschen Nationaltheater Weimar sowie Luise Härtwig, Absolventin des Musikgymnasiums Weimar. Das Stück wurde im Anschluss u. a. in Weimar, Naumburg, München und Lyon aufgeführt.

## Gründung des Kollegs Friedrich Nietzsche
Mit der Idee, aus der „Villa Silberblick“, dem legendären ehemaligen Nietzsche-Archiv, im Sinne Nietzsches einen Ort für freie Geister zu schaffen, kam Schmidt-Grépály 1992 nach Weimar. Nachdem er zuerst von 1993 bis 1999 als freier Mitarbeiter der Stiftung Weimarer Klassik gearbeitet hatte, wurde Schmidt-Grépály im Oktober 1999 Leiter des Kollegs Friedrich Nietzsche. Für seine Initiative zur Gründung und den Aufbau des Kollegs wurde ihm 2002 der „Premio Internazionale Federico Nietzsche“ von der „Associazione Internazionale di Studi e Ricerche Federico Nietzsche“ (Palermo, Italien) verliehen. Kurz nach dem 10-jährigen Jubiläum des Kollegs erhielt es im Januar 2010 die Auszeichnung »Weimar – Ort der Vielfalt«.
Bereits im Mai 2016 gründete sich das von der Ernst-Abbe-Stiftung Jena geförderte Projekt "Zukunft der Moderne" des Kollegs Friedrich Nietzsche, dessen Geschäftsführer Schmidt-Grépály ist. Bisher wurden in diesem Rahmen verschiedene Workshops für Schüler und Diskussionsveranstaltungen bzw. Vorträge, u. a. von und mit Ryosuke Ohashi, Raymond Geuss, Francois Kervégan, Michael Quante und Klaus Vieweg, organisiert. Da Schmidt-Grépály seit Februar 2018 nicht mehr Leiter des Kollegs Friedrich Nietzsche, sondern offiziell im Ruhestand ist, widmet er sich vermehrt diesem Projekt und kooperiert dazu u. a. mit der IG Metall.

## Sonstiges
Vor der Landtagswahl 2014 in Thüringen trat Schmidt-Grépály öffentlich für Bodo Ramelow (Die Linke) ein.
Außerdem ist Schmidt-Grépály Herausgeber der Reihe Schriften aus dem Kolleg Friedrich Nietzsche, welche aus 18 Büchern besteht und im VDG Weimar & Bauhaus-Universitätsverlag erschienen ist.
Er publizierte unter anderem mit der Medizinhistorikerin Bettina Wahrig-Schmidt.

## Publikationen (Auswahl)
- Rezension zu: Hubbeling, H. G.: Spinoza. In: Das Argument. 22. Jahrgang. Beiheft 80. Zeitschrift für Philosophie und Sozialwissenschaften. Hrsg. v. Frigga Haug und Wolfgang Fritz Haug. Argument Verlag, Berlin 1980.
- Ernst Blochs Nietzsche-Aufsatz von 1906. In: Bloch-Almanach 3 Hrsg. v. Ernst-Bloch-Archiv der Stadtbibliothek Ludwigshafen, Talheim Verlag, Ludwigshafen 1983, S. 69–80.
- Auf der Suche nach dem Humanem. In: Ernst Fehler, Mazzino Montinari, Wolfgang Müller-Lauter, Heinz Wenzel (Hrsg.): Nietzsche-Studien. Internationales Jahrbuch für die Nietzsche-Forschung. Bd. 13, De Gruyter, Berlin/New York 1984, S. 129–155.
- Nietzsches Drossbach-Lektüre. In: Ernst Fehler, Mazzino Montinari, Wolfgang Müller-Lauter, Heinz Wenzel (Hrsg.): Nietzsche-Studien. Internationales Jahrbuch für die Nietzsche-Forschung. Bd. 17, De Gruyter, Berlin/New York 1988, S. 465–477.
- Einige Prämissen der Nietzsche-Forschung. In: Domenico Losurdo, Hans Jörg Sandkühler (Hrsg.): Philosophie als Verteidigung des Ganzen der Vernunft. Pahl-Rugenstein, Köln 1988, S. 263–269.
- Ein Text ohne Ende für den Denkenden. Studien zu Nietzsche. 2., um vier Studien erw. Aufl. In: Athenäums Monografien / Philosophie. Bd. 260. Athenäum Verlag, Frankfurt am Main 1989, ISBN 3-610-09241-6.
- Zur Utopie des Wiederholens. In: Rüdiger Schmidt und Bettina Wahrig-Schmidt (Hrsg.): Philosophischer Taschenkalender. Jahrbuch zum Streit der Fakultäten. Luciferverlag, Lübeck 1991, S. 279–286.
- Rüdiger Schmidt und Bettina Wahrig-Schmidt (Hrsg.): Philosophischer Taschenkalender. Jahrbuch zum Streit der Fakultäten. Luciferverlag, Lübeck 1991.
- Rückblick. In: Karl-Jaspers-Vorlesungen zu Fragen der Zeit. Dokumentation Dezember 1992. Oldenburg 1992.
- Gemeinsam mit Bettina Wahrig-Schmidt: Vorwort. In: Philosophischer Taschenkalender. Jahrbuch zum Streit der Fakultäten. Band 2. Luciferverlag, Lübeck 1993, S. 5–7.
- Rüdiger Schmidt und Bettina Wahrig-Schmidt (Hrsg.): Das Denken der Bilder. Philosophischer Taschenkalender. Jahrbuch zum Streit der Fakultäten. Band 2. Luciferverlag, Lübeck 1993.
- "Auf die Schiffe, ihr Philosophen". Nietzsche in Weimar. In: Kunstfest Weimar. Eine Neue Zeit Beilage. Neue Zeit, Frankfurt a. M. 1993.
- Editorische Vorbemerkung. In: Rüdiger Schmidt (Hrsg.): Friedrich Nietzsche: Werke und Briefe. Historisch-kritische Gesamtausgabe. Werke. dtv, München 1994. [Reprint der Ausgabe München 1933-1940 (zitiert als BAW)]
- Rüdiger Schmidt (Hrsg.): Friedrich Nietzsche: Werke und Briefe. Historisch-kritische Gesamtausgabe. Werke. dtv, München 1994. [Reprint der Ausgabe München 1933-1940 (zitiert als BAW)]
- Rüdiger Schmidt und Andreas Schirmer (Hrsg.): Entdecken und Verraten. Zu Leben und Werk Friedrich Nietzsches. Hermann Böhlaus Nachfolger, Weimar 1999.
- Das Nietzsche-Archiv heute – eine Werkstatt für freie Geister. Ein Gespräch mit Rüdiger Schmidt, Leiter des Weimarer Nietzsche-Kollegs. In: Deutscher Taschenbuch Verlag (Hrsg.): dtv Nietzsche-Magazin, dtv, München 1999.
- Rüdiger Schmidt und Andreas Schirmer (Hrsg.): Widersprüche. Zur frühen Nietzsche-Rezeption. Hermann Böhlaus Nachfolger, Weimar 2000.
- Nietzsche für Anfänger: Ecce homo. Eine Lese-Einführung von Rüdiger Schmidt und Cord Spreckelsen. dtv, München 2000, ISBN 3-423-30734-X.
- Zarathustras Wege. Begleittext zu: Friedrich Nietzsche: Also sprach Zarathustra. Gelesen von Peter Wapenski. Der Hörverlag, München 2000.
- : Nietzsche. Text - Kontext. Hrsg. v. Djavid Salehi u. Rüdiger Schmidt-Grépály. Verlag der Bauhaus-Universität, Weimar 2000, ISBN 3-86068-134-6.
- Zum 100. Todestag von Friedrich Nietzsche. In: Thüringer Museumshefte. Hrsg. v. Museumsverband Thüringen v.V., 9. Jahr, 2000, 2. Heft, S. 93ff.
- Nietzsche denken. In: Weimarer Kulturjournal. Jahrgang 9, Nr. 10, Weimar 2000, S. 2.
- Nietzsche für Anfänger: Also sprach Zarathustra. Eine Lese-Einführung von Rüdiger Schmidt und Cord Spreckelsen. 8. Auflage. dtv, München 2010, ISBN 978-3-423-30124-4 (erstmals 2000, Übersetzungen ins Italienische und Koreanische)
- Nietzsche im Exil. Übergänge in gegenwärtiges Denken. Hrsg. v. Steffen Dietzsch u. Rüdiger Schmidt-Grépály. Hermann Böhlaus Nachfolger, Weimar 2001, ISBN 3-7400-1157-2.
- Nietzsches Labyrinthe. Leitmotive seines Denkens. (Zusammen mit Éva Grépály). In: Gerhard Schweppenhäuser, Jörg H. Gleiter (Hrsg.): Nietzsches Labyrinthe. Perspektiven zur Ästhetik, Ethik und Kulturphilosophie. Philosophische Diskurse 4. Verlag der Bauhaus-Universität, Weimar 2001.
- Die verratenen Gedanken / Wie Nietzsche erst gefälscht und dann rekonstruiert wurde. In: Süddeutsche Zeitung. 24. November 2001.
- Friedrich Nietzsche: Schreibmaschinentexte. Vollständige Edition. Faksimiles und kritischer Kommentar. Aus dem Nachlass herausgegeben von Stephan Günzel und Rüdiger Schmidt-Grépály. Verlag der Bauhaus-Universität, Weimar 2002, ISBN 3-86068-396-9.
- Nietzsche im Christentum. Theologische Perspektiven nach Nietzsches Proklamation des Todes Gottes. Hrsg. v. Daniel Mourkojannis u. Rüdiger Schmidt-Grépály. Schwabe, Basel 2004, ISBN 3-7965-1922-9. (Reihe: Beiträge zu Friedrich Nietzsche)
- Einführungstext mit Cord Spreckelsen zum Hörbuch Nietzsche für Anfänger: Also sprach Zarathustra. gelesen von Martin Umbach. Komplett-Media Verlag, Grünwald 2008.
- Auf Nietzsches Balkon. Philosophische Beiträge aus der Villa Silberblick. Hrsg. v. Rüdiger Schmidt-Grépály. Bauhaus-Universität, Weimar 2009, ISBN 978-3-86068-395-8. (Reihe: Schriften aus dem Kolleg Friedrich Nietzsche)
- Rüdiger Schmidt-Grépály (Hrsg.): Friedrich Nietzsche: Lernt mich gut lesen!–. L.S.D., Göttingen 2012.
- Rüdiger Schmidt-Grépály (Hrsg.): Zur Rückkehr des Autors. Gespräche über das Werk Friedrich Nietzsches. Mit Peter Sloterdijk, Renate Reschke und Bazon Brock. L.S.D., Göttingen 2012.
- Nietzsches Nietzsche. Werke letzter Hand. Hrsg. v. Rüdiger Schmidt-Grépály. L.S.D., Göttingen 2013. (angekündigt)